# Constantin Chirilă (primar al Clujului)
Constantin Chirilă a fost primarul municipiului Cluj-Napoca în perioada 1983–1985.